# Malaita
Malaita est une île des Salomon, la plus grande de la province de Malaita.
La population Langalanga du village de Balole a développé une monnaie inamovible.
En 2013, Malaita (ainsi que Guadalcanal) a choisi d'utiliser l'alphabet coréen pour transcrire les langues locales.[réf. à confirmer]

## Histoire
Le mouvement Ma'asina rule (Fraternité), soucieux de se dégager du commerce international, tente un développement local, vite taxé de communisme, et bloqué, avant l'indépendance. Le massacre en 1927 de l'administrateur Bell en est une suite déplorable.